# سیلوان گروو (پنسیلوانیا)
سیلوان گروو (به انگلیسی: Sylvan Grove) یک منطقهٔ مسکونی در ایالات متحده آمریکا است که در شهرستان کلیرفیلد، پنسیلوانیا واقع شده‌است. سیلوان گروو ۴۶۴٫۸۳ متر بالاتر از سطح دریا قرار دارد.